# Димитър Кацаров (педагог)
 Тази статия е за българския учен и офицер.  За българския офицер вижте Димитър Кацаров (офицер).  
Димитър Тодоров Кацаров е български педагог и психолог, офицер, член-кореспондент на БАН.

## Биография
Роден е на 27 януари 1881 г. в Орхание, Княжество България в семейството на Тодор Кацаров и Цона Тодорова. Семейството му се премества в София и той завършва първоначалното си образование там. През 1900 г. завършва 22-ри випуск на Военното училище в София, като на 1 януари 1901 г. е произведен в чин подпоручик. Службата му започва във Видинския крепостен батальон. Преминава през различни служби в Белоградчик, Видин и София. Уволнява се през 1904 г. като поручик от Софийския крепостен батальон. Същата година заминава за Швейцария и започва да учи във Факултета по социални науки на Женевския университет. Там последователно записва философия, социални науки и медицина, докато след срещата с проф. Едуар Клапаред не се ориентира окончателно към педагогиката и психологията. Завършва през 1906 г. като лисансие по социални науки. От есента на 1907 г. по покана на Клапаред става асистент в Лабораторията по експериментална психология и педагогика. Впоследствие става доктор на философските науки.
В Женева се движи в средите на руските емигранти, където се запознава с бъдещата си съпруга, която е внучка на Михаил Бакунин. Мобилизиран през Балканските войни и произведен в чин капитан през юли 1913 г. По време на Първата световна война е мобилизиран. Отказва да поеме командването на артилерийско отделение във Видин, за което е осъден на 3 години затвор, но впоследствие амнистиран. През септември 1910 г. се завръща в България и започва работа като стажант-учител в Софийската девическо училище. Същата година става аспирант в Софийския университет. От 1910 до 1920 г. е асистент по педагогика.
От 1 май 1920 г. е доцент по педагогика като се хабилитира с труда „Корелация между училищните способности на децата“. През февруари 1923 г. става извънреден професор, а от 14 май 1930 г. е редовен професор и ръководител на катедра „Обща педагогика“. Чете лекции по обща педагогика, екпериментална педагогика и психология, детска психология, лечебна педагогика, професионално ориентиране, педология, философия на образованието, история на педагогиката и българското образование. През 1937 г. създава първото помощно училище в България под името Възпитателен институт „Развитие“. Днес ІV помощно училище интернат е наследник на този възпитателен институт и носи неговото име. В два периода е декан на Историко-филологическия факултет – 1928 – 1929 и 1938 – 1939 г. От 1942 до 1943 г. е ректор на Софийския университет. От 1947 г. е член-кореспондент на БАН. Той е сред създателите и пръв директор на Педагогически институт към БАН. През 1952 г. става директор на Научния институт за физическо възпитание и училищна хигиена. Бил е стипендиант на Рокфелеровата фондация и специализира в института „Джон Дюи“. Сътрудничи на списанията „Демократически преглед“, „Учителска мисъл“, „Училищен преглед“, „Педагогическа практика“, „Образование“, „Просвета“, „Борба с престъпността“ и други. Член на Международното бюро за образование в Женева, на Международната организация на детските учители и Организацията на учителите от горния курс. Умира на 6 февруари 1960 г. в София. Сред неговите студенти са Генчо Пирьов и Жечо Атанасов. Негова асистентка в университета е била Василка Манова-Томова, първият клиничен и консултативен психолог в България.

## Трудове
- Професия и професионално образование: Социално-педагогическа студия. Изд. Слънце, 1922, 208 с.
- Духове и медиуми. Психологичен анализ и критика на медиумните явления. Изд. Акация, 1926, 39 с.
- Внушение и самовнушение: Психологически анализ и практическо значение. Изд. Акация, 1928, 77 с.
- Нравствено развитие и нравствено образование. 1941, Год. на СУ Св. Климент Охридски. Исттор.-филол. фак.: Т. 37. 7, 168 с.
- Характерни черти в развитието на съвременната образователна теория и практика. ГСУ „Св. Климент Охридски“, Ист.-филол. фак.: Т. 38, 11, 1942, с. 1 – 62
- Теория на образованието: Обща педагогия. София, 1947, 288 с.
- Развитие на детето – телесно и душевно. София, 1947, 349 с.
- Опитното изследване в педагогията. София, 1947